# Ksenija, ljubimaja zjena Fjodora
Ksenija, ljubimaja zjena Fjodora (russisk: Ксения, любимая жена Фёдора) er en sovjetisk spillefilm fra 1974 af Vitalij Melnikov.

## Medvirkende
- Alla Mesjjerjakova som Ksenija Ivanova
- Stanislav Ljubsjin som Fjodor Petrov
- Lev Durov som Sidorov
- Ljudmila Zajtseva som Valentina
- Vasilij Merkurjev